# Sphenodon
Sphenodon är ett släkte av kräldjur. Sphenodon ingår i familjen Sphenodontidae, inom gruppen bryggödlor (Rhynchocephalia).
Sphenodon är enda nu levande släktet i familjen bryggödlor.
Arter enligt Catalogue of Life och IUCN:
- Sphenodon guntheri
- Sphenodon punctatus

The Reptile Database listar Sphenodon guntheri som synonym till Sphenodon punctatus.